# Шарлвал (Ушће Роне)
Шарлвал (фр. Charleval) насеље је и општина у Француској у региону Прованса-Алпи-Азурна обала, у департману Ушће Роне која припада префектури Екс ан Прованс.
По подацима из 2011. године у општини је живело 2498 становника, а густина насељености је износила 173,35 становника/km². Општина се простире на површини од 14,41 km². Налази се на средњој надморској висини од 139 метара (максималној 390 m, а минималној 121 m).

## Демографија
| 1962. | 1968. | 1975. | 1982. | 1990. | 1999. | 2011. |
| ----- | ----- | ----- | ----- | ----- | ----- | ----- |
| 1.209 | 1.278 | 1.417 | 1.684 | 1.877 | 2.080 | 2.498 |

График промене броја становника у току последњих година